# 体育中心街道
体育中心街道，是中华人民共和国天津市南开区下辖的一个街道办事处，天津奥林匹克中心体育场和天津体育馆均位于其辖域内。

## 行政区划
体育中心街道下辖以下地区：
宁乐里社区、金谷园社区、凌研里社区、星城社区、龙滨园社区、金禧园社区、仁爱濠景社区、宁发阳光社区、时代奥城社区、阳光壹佰国际新城社区、俊城浅水湾社区和凌奥社区。